# Bajovo Polje
Bajovo Polje este un sat din comuna Plužine, Muntenegru. Conform datelor de la recensământul din 2003, localitatea are 84 de locuitori (la recensământul din 1991 erau 77 de locuitori).

## Demografie
În satul Bajovo Polje locuiesc 70 de persoane adulte, iar vârsta medie a populației este de 47,4 de ani (46,8 la bărbați și 47,9 la femei). În localitate sunt 29 de gospodării, iar numărul mediu de membri în gospodărie este de 2,90.
Populația localității este foarte eterogenă.
|  |

| Demografie | Demografie | Demografie |
| An         | Locuitori  | Locuitori  |
| ---------- | ---------- | ---------- |
|            |            |            |
|            |            |            |
|            |            |            |
|            |            |            |
| 1948       | 148        |            |
| 1953       | 155        |            |
| 1961       | 148        |            |
| 1971       | 147        |            |
| 1981       | 144        |            |
| 1991       | 77         | 77         |
| 2003       | 84         | 84         |

| \| Componența etnică conform recensământului din 2003[2] \| Componența etnică conform recensământului din 2003[2] \| Componența etnică conform recensământului din 2003[2] \| Componența etnică conform recensământului din 2003[2] \| Componența etnică conform recensământului din 2003[2] \| \| ----------------------------------------------------- \| ----------------------------------------------------- \| ----------------------------------------------------- \| ----------------------------------------------------- \| ----------------------------------------------------- \| \| \| \| \| \| \| \| Muntenegreni \| Muntenegreni \| \| 44 \| 52,38% \| \| Sârbi \| Sârbi \| \| 38 \| 45,23% \| \| necunoscută \| necunoscută \| \| 0 \| 0% \| |              |  |    |        |
| Componența etnică conform recensământului din 2003 |              |  |    |        |
| |              |  |    |        |
| Muntenegreni | Muntenegreni |  | 44 | 52,38% |
| Sârbi | Sârbi        |  | 38 | 45,23% |
| necunoscută | necunoscută  |  | 0  | 0%     |